# De ringelingschat
De ringelingschat is het negentiende stripverhaal uit de reeks van Suske en Wiske. Het is geschreven en getekend door Willy Vandersteen
Het werd gepubliceerd in De Standaard en Het Nieuwsblad van 2 februari 1951 tot en met 12 juni 1951. De eerste albumuitgave was in 1951, destijds met nummer 13 in de Vlaamse ongekleurde reeks waar het nummer 13 kreeg. In 1972 verscheen het verhaal opnieuw in de Vierkleurenreeks, met albumnummer 137. In 1995 werd de geheel oorspronkelijke versie nog eens uitgebracht in Suske en Wiske Klassiek.
Vanaf de Nederlandse uitgave in de tweekleurendruk heeft het album moderner taalgebruik en ook de tekeningen zijn aangepast.
Het verhaal bevat veel verwijzingen naar de Tweede Wereldoorlog, bijvoorbeeld via namen van bijpersonages.

## Personages
- Suske, Wiske (Jonkvrouw Louisa) met Schanulleke, tante Sidonia (Sidonhilde), Lambik (Bikfried), rijke dame en haar huishoudster, antiquair, professor Fritz von Strohalm, de Tijd, Susfried en Jefheim (schildwachten), Mispel de dwerg (wapensmid), Bobard het sprekende paard met zes benen, burgers uit Xanten, meester Houtmaai (houtsnijder), koning Hagen Kart-Offel von Ringeling en zijn vrouw Brunhilde, de Ringelingers (de ridderministers van koning Hagen Kart-Offel), Faknier (koning der holdwergen), To-Tal-Krieg en andere draken, gemaskerde persoon

Belangrijke voorwerpen zijn daarnaast een zilveren drinkhoorn uit Xanten en Balming, en het zwaard van wijlen koning Siegmund.

## Het verhaal
Lambik krijgt na werkzaamheden als loodgieter een zilveren drinkhoorn, die later door toeval door tante Sidonia wordt gekocht. Deze twaalfde-eeuwse drinkhoorn uit Xanten wil professor Fritz von Strohalm graag hebben voor zijn onderzoek. Von Strohalm vertelt over koning Siegmund die in het jaar 1100 stierf in Xanten, na zijn wijze stem verborgen te hebben in de hoorn. De professor wordt gearresteerd, omdat hij een ontsnapte gek zou zijn.
Lambik, Suske, Wiske en Sidonia gaan met de trein naar Xanten om te bewijzen dat de professor niet gek is. In de ruïne luisteren de vrienden naar spreuken uit de hoorn, maar ze raken gevangen in de kelder van de ruïne. De vrienden drinken Rijnwater uit de hoorn. Hierdoor komen ze in het Xanten van het jaar 1100 en overnachten voor de stadsmuur.
Lambik wordt aangezien voor Bikfried (in het verleden als baby de rivier afgedreven in een wasmand) die een beroemd drakendoder zou worden. Mispel, de dwerg, daagt Lambik uit om Boobard, het wonderpaard, te temmen en dat lukt Lambik inderdaad (met een klontje suiker). Als het zesbenige paard later van drakenbloed drinkt, kan het spreken.
Koning Hagen Kart-Offel von Ringeling, tezamen met zijn Ringelingers, heft veel belasting bij het volk en gooit dit goud in de moerassen om het te dempen. Zijn vrouw Brunhilde wil nog meer luxe en wil dat haar man een oorlog begint om goud te halen uit de veroverde gebieden. Dan blijkt al het goud uit het moeras te zijn verdwenen. Er worden bij de burgers nieuwe belastingen geheven. Dit goud wordt in de kelder van het kasteel opgeslagen, en er wordt in het kasteel volop feestgevierd. Suske vertrekt uit het kasteel en gaat werken bij meester Holzmaai die hem vertelt dat de draak de schat niet kan hebben gestolen zoals op het kasteel wordt verteld. De jonkvrouwen Louisa en Sidonhilde blijven op het kasteel.
Lambik vindt Faknier, die onzichtbaar is door een cape, met een restant goud. Faknier ontsnapt aan Lambik en springt met het goud de diepte in. Elfen vertellen Lambik later dat de dwergen door Mispel, de wapensmid, opdracht hebben gekregen de schat te roven. Mispel vertelt dat met het goud een oorlog moet worden gefinancierd, en hij wilde zelf rijk worden met het smeden van wapens voor deze oorlog. Mispel smeedt, nadat hij zwaargewond raakt, het zwaard Balming opnieuw, en geeft dit aan Lambik.
To-Tal-Krieg krijgt, nadat hij al het belastinggoud heeft gekregen, opdracht van een gemaskerde persoon om een gat in de muur bij Xanten te slaan. Tante Sidonia en Wiske blijken toch niet voor de luxe te zijn gevallen, ze bleven in het kasteel om onderzoek te kunnen doen. De vier vrienden ontdekken het plan van de gemaskerde en Lambik verslaat de draak. Hij wast zich in drakenbloed, waardoor hij onkwetsbaar wordt - behalve waar een boomblaadje op hem valt - en vecht tegen de Ringelingers bij het gat in de muur.
De gemaskerde blijkt koning Hagen te zijn, die (samen met zijn vrouw en de Ringelingers) door oorlog te beginnen met het buurland rijk wilde worden. De koning raakt Lambik −  die op dat moment grotendeels onkwetsbaar is −  met een speer op zijn enige kwetsbare plek, maar Lambik wordt gered doordat Schanulleke daar zit. De Ringelingers en het echtpaar Kart-Offel moeten opnieuw het moeras dempen met het goud uit de maag van To-Tal-Krieg.
De vrienden worden door de Tijd teruggebracht naar "het heden". Ze worden uit de kelder van de ruïne bevrijd door professor Von Strohalm, die nadat hij is vrijgelaten België is uitgezet en naar Xanten kwam.

## Achtergronden
- Het verhaal is gebaseerd op:
  - Het Nibelungenlied uit de 13e eeuw.
  - Der Ring des Nibelungen van Richard Wagner, geschreven tussen 1853 en 1874.
- De scène waarbij Lambik onkwetsbaar is, op één plek op zijn lichaam na, is een verwijzing naar Siegfried. Dit gegeven is verder te herleiden tot de legende van Achilles.
- Het verhaal bevat kritiek op de belastingstaat.[3]
- In de eerste druk sprak Lambik (alias Bikfried) een soort steenkolenduits, in de latere drukken werd dit vervangen door gewoon Nederlands.
- In de eerste druk heet de houtsnijder bij wie Suske in de leer gaat Holzmaai. Dit werd later Houtmaai en deze naam betekent houtkever.
- In de eerste druk zong tante Sidonia oorspronkelijk het Duitstalige oorlogslied Lili Marleen om de bevolking te ontroeren. In herdrukken werd dit veranderd naar haar signatuurlied Het Hutje aan de Zee.
- Koning Kart-Offel verwijst naar Kartoffel, Duits voor aardappel.
- De naam To-Tal-Krieg verwijst naar een bekend geworden oproep die de nazi Joseph Goebbels in 1943 aan het Duitse volk richtte: Wollt ihr den totalen Krieg? ("Willen jullie een totale oorlog?")
- Wanneer de troepen van Kart-Offel oprukken om het buurland te veroveren, zingen zij Auf der Heide blüht ein kleines Blümelein BING! und BANG! das BOEM! heiszt Eeeee... rika!!!. Ook dit is een duidelijke verwijzing naar de Tweede Wereldoorlog; dit lied werd gezongen door de Duitse soldaten.
- Ook in de eerste druk adviseerde Lambik de Duitser in het laatste prentje: "Als ge nog eens iets wilt doen waarvoor ge niet vervolgd zult worden blaas dan de IJzertoren eens op", gevolgd door een prentje van Wiske met het schaamrood op de kaken. De IJzertoren, een Vlaams-nationalistisch symbool, was in 1946 door onbekenden gedynamiteerd. Het duurde enkele jaren voor de toren weer opgebouwd werd. In de herdrukte versies werd deze verwijzing weggelaten en vervangen door het advies: "...blijf dan in je eigen land."
- In de herdrukken van dit album wordt tijdens de treinreis van de vrienden vermeld dat Jerom niet mee kan doordat hij op vakantie is. Deze tekst is in latere drukken toegevoegd; de eerste druk van De Ringelingschat dateert uit 1951, toen Jerom nog helemaal niet in de reeks was geïntroduceerd.